# Trichocerca ruttneri
Trichocerca ruttneri är en hjuldjursart som beskrevs av Donner 1953. Trichocerca ruttneri ingår i släktet Trichocerca och familjen Trichocercidae. Inga underarter finns listade i Catalogue of Life.